# Навчені вбивати (фільм)
Навчені вбивати (англ. Trained to Kill) — американський бойовик.

## Сюжет
Після служби у армії США чоловіка вбиває кримінальний авторитет. У чоловіка є двоє синів, один з них усиновлений після того, як його врятував з Камбоджі під час в'єтнамської війни. Вони наполегливо тренуються, і потім починають шукати вбивцю щоб помститися за свого батька.

## У ролях
- Френк Загаріно — Метт Купер
- Глен Ітон — Самнауг
- Ліза Еліфф — Джессі Ревелс
- Маршалл Р. Тіг — Фелікс Бреннер
- Арлін Голонка — Марта Купер
- Роберт З'Дар — Волтер Мажик
- Гарольд Даймонд — Лок Сін
- Рон О'Ніл — Джордж «Коттон» Шортер
- Чак Коннорс — Ед Купер
- Генрі Сільва — Ейс Дюран
- Х. Кей Дайал — співробітник імміграційної служби
- Кейн Ходдер — особистий охоронець
- Лорі Вагнер — дівчина Ейса Дюрана